# アストン・ヴィラFC
アストン・ヴィラ・フットボール・クラブ（Aston Villa Football Club）は、イングランド・ウェスト・ミッドランズ州バーミンガムをホームタウンとする、イングランドプロサッカーリーグ（プレミアリーグ）に加盟するプロサッカークラブ。愛称はヴィラ（Villa）。

## 概要
1880年代からイングランドを代表するフットボールクラブであり、当時は近代的なパスゲームのパイオニアだった。短く素早いコンビネーションのを生かしたパススタイルは、1886年に世界初のプロサッカー監督となったスコットランド人のジョージ・ラムジーによって構築された。また、アストン・ヴィラは1885年にスポーツのプロ化を推進し、1888年にはヴィラのディレクターであったウィリアム・マクレガーが世界初のフットボールリーグを創設した。
ジョージ・ラムジー政権ではリーグ優勝6回、FAカップ優勝6回というトロフィーを獲得しイングランドで最も成功したクラブいう地位を1890年代から1970年代まで築き上げた。1930-31シーズンには128ゴールを挙げ、これはトップリーグの歴代最高記録となっているが、クラブは1930年代半ばに最初の衰退を始めた。しかし、1970年代半ばからロン・サンダース監督が率いたチームはエリートクラブに返り咲き1980-81シーズンに7度目のトップリーグ優勝を果たした。1981-82シーズンには、イングランドで4番目のヨーロッパカップ優勝クラブとなり、1982年にはヨーロッパスーパーカップも獲得した。
これまでにリーグとFAカップでそれぞれ優勝7回、1981-82シーズンに欧州制覇の経験もある。プレミアリーグ移行後の最高順位は1992-93シーズンの2位である。
ヴィラはイングリッシュフットボール全クラブ中2位となる110シーズンをトップリーグで過ごし、全クラブ中2位となる76人のイングランド代表選手を輩出。また、1888年のイングランドトップリーグ通算ランキングで5位にランクされており 、List of football clubs in England by competitive honours wonで7番目に成功したクラブである。
同じバーミンガムを本拠地とするバーミンガム・シティFCとの対決はバーミンガム・ダービーとして盛り上がりを見せる。同じウェスト・ミッドランズに拠点を置くウェスト・ブロムウィッチ・アルビオンFCやウルヴァーハンプトン・ワンダラーズFCとの試合もダービーとしてみなされることが多い。
イギリス国王チャールズ3世の長男ウィリアム皇太子がファンであることで有名。
俳優のトム・ハンクスはアストン・ヴィラのファンである事を公言しており、ヴィラを好きになった理由は「Aston Villa」というチーム名を聞いて「素敵な別荘がある街なんだろう」と名前の響きに惹かれたからだという。

## 歴史
1888年9月に始まったフットボールリーグに最初から参加した12クラブの一つである。1893-94シーズンに初優勝を飾ると、1909-10シーズンまで6度の優勝を達成した。1896-97シーズンは、FAカップも制しクラブ史上初のダブルを成し遂げ、ヴィクトリア朝において最も成功したフットボールチームであった。
1912-13、1919-20シーズンと2度のFAカップ制覇があるものの、リーグを制することはできず、1936-37シーズンにクラブ史上初めて2部へ降格した。2部でのシーズンとなった1937-38シーズンを優勝で飾り、1年で昇格し、第2次世界大戦中の中断期間を挟み、1967-68シーズンまでトップリーグでの地位を保った。その間には決勝でマンチェスター・ユナイテッドを下し、7度目のFAカップ制覇を成しえた1956-57シーズンと初めてフットボールリーグカップを制した1960-61シーズンも含まれている。
1966-67シーズンに2部降格が決まると、1969-70シーズンに3部に降格し2部昇格に2シーズンを要した。
ロン・ソンダース (en) の指揮の下、1975-76シーズンにトップリーグへの復帰を果たすと、1980-81シーズンに1909-10シーズン以来のリーグ優勝を遂げた。1981-82シーズンにデ・カイプにおいてバイエルン・ミュンヘンを1-0で破り、UEFAチャンピオンズカップを制した。トヨタ ヨーロッパ/サウスアメリカ カップに出場したが、ウルグアイのペニャロールに0-2で敗れ世界一の称号を得ることは出来なかった。
1986-87シーズンにヨーロッパ制覇から僅か5年で2部へ降格した。1年で復帰し1992-93シーズンよりプロサッカーリーグの改編に伴い新設されたプレミアリーグのメンバーに名を連ねた。初年度にマンチェスター・ユナイテッドに優勝を許したものの2位で終えた。90年代の残りは、危機はあったが1度も降格することなく、リーグカップを2度制した。
2000年にFAカップ決勝に進出したものの、旧ウェンブリー・スタジアムで行われた最後の試合でチェルシーに0-1で敗れて準優勝。2001年にUEFAインタートトカップを獲得。2007年夏にランディ・ラーナーが新オーナーとなり、マーティン・オニールが監督に就任し、着実にチームは強化されていき、エヴァートンと共にBIG4に次ぐチームになりつつあった。
2010-11シーズンは開幕5日前の2010年8月9日に、ラーナーとのチームのベストプレーヤーを手放す方針の相違から、オニールが辞任した。しばらくはリザーブチーム監督のケヴィン・マクドナルドを暫定監督とし、9月8日にジェラール・ウリエの監督就任を発表した。2012年2月、クラブは5390万ポンド（約69億円）の損失を計上し、3ヶ月後にラーナーは約2億ポンドでクラブを売却した。
2014-15シーズンはプレミアリーグ史上最低記録となる開幕25試合でわずか12得点と得点力の欠如に苦しみ、2015年2月にランバートを解任し、ティム・シャーウッドが就任した。最終的に17位となり、降格の危機を免れた。
2015-16シーズンは二度の監督交代があったものの好転せず、2016年4月16日に1992年のプレミアリーグ創設以来では初、1987年以来となる2部のフットボールリーグ・チャンピオンシップへの降格が決まった。リーグ戦わずか3勝の勝ち点17と、プレミア史上3番目に低い成績だった。
2016年6月、中国の実業家、トニー・シア（夏建統）が7600万ポンド（約105億円）でクラブを買収し、会長に就任した。ロベルト・ディ・マッテオが新監督に任命されたが、シーズン序盤の不調を受けてわずか12試合で解任。後任には元バーミンガム監督のスティーブ・ブルースが就任した。
2016-17シーズンは13位と昇格争いに絡めず終了。
2017-18シーズンはチェルシーを退団しフリーとなっていたジョン・テリーを開幕前にブルース自ら口説き落とし獲得。絶対的なディフェンスリーダーを得たチームはチャンピオンシップで4位となり昇格プレーオフ出場権を得たが、決勝でフラムに敗れ昇格を逃した。その後、クラブの財政危機が表面化し、解散の危機も囁かれたが、推定純資産は87億米ドル、エジプトで最も裕福とされる実業家ナーセフ・サウィーリス、そしてNBAのミルウォーキー・バックスのオーナーで総資産は12億ドルを誇るウェス・エデンズ率いるエジプト企業のNSWEグループの投資を受け、両名が新たなオーナーとなることで合意し問題を回避した。
2018-19シーズン、開幕前にスコットランド代表のジョン・マッギンを獲得、さらにシーズンローンでタミー・アブラハム、アクセル・トゥアンゼベらが加入。9戦で1勝しか挙げることができなかったスティーヴ・ブルースを10月に解任。後任には少年時代からのヴィラファンであることを公言していたディーン・スミスを昇格圏にいたブレントフォードから引き抜く。また、前シーズンをもって現役を退いていたジョン・テリーがアシスタントコーチに就任。2019年冬にはタイロン・ミングスをローンで獲得。さらにスミスは第35節、ダービー・カウンティ戦で生え抜きである、ジャック・グリーリッシュをゲームキャプテンに任命。するとクラブ記録となるリーグ戦10連勝を記録し最終的にチャンピオンシップで5位につけ2季連続で昇格プレーオフに進んだ。ウィリアム王子が見守る中、決勝でダービー・カウンティに2-1で勝利して2015-16シーズン以来3年ぶりのプレミアリーグ昇格を果たした。
プレミアリーグ復帰した2019-20シーズンは開幕前にタイロン・ミングスが完全移籍で加入。トム・ヒートンやのちにチームの軸となるドウグラス・ルイス、エズリ・コンサらを獲得。しかし守護神のヒートンら故障者が続出したことや、深刻な得点力不足に陥るなどシーズンを通して苦戦。一時は降格が有力視されていたが、20年冬にローン加入したホセ・マヌエル・レイナ、ジャック・グリーリッシュ、トレゼゲらの活躍もあり、終盤戦に勝ち点を重ねて残留を果たした。リーグ戦では残留争いを強いられた一方で、EFLカップではファイナルに進出。タイトルにあと一歩まで迫るもマンチェスター・シティに1-2で敗れ、1995-96シーズン以来の国内主要タイトル獲得には至らなかった。
2020-21開幕前にエミリアーノ・マルティネス、マティ・キャッシュ、ベルトラン・トラオレ、そして前シーズンチャンピオンシップMVPを獲得していたオリー・ワトキンスの4選手を完全移籍で獲得。また、ロス・バークリーをシーズンローンで獲得。第4節でリヴァプールFCに7-2で大勝するなど危なげない戦いを続けリーグ戦を11位でフィニッシュ。
2021-22シーズン開幕前に前シーズンチャンピオンシップMVPに輝いたエミリアーノ・ブエンディアをクラブレコードで、さらにレオン・ベイリーを獲得。しかし、イングランド代表に定着しクラブの象徴的存在となっていた、キャプテンのジャック・グリーリッシュをイギリス史上最高額の1億ポンドでマンチェスター・シティに放出した。グリーリッシュ退団による得点力低下を補うためにダニー・イングスをリーグ戦開幕直前に獲得。そして、イングランド代表のタイロン・ミングスが新キャプテンに就任。アカデミー出身のジェイコブ・ラムジー、カーニー・チュクエメカら若き才能が台頭する一方で開幕11試合で7敗を喫し低調な戦いを続け、クラブはディーン・スミス監督を解任。2021年11月11日にスティーブン・ジェラードを指揮官に任命した。22年冬にローンでコウチーニョ、ロビン・オルセン、完全移籍でリュカ・ディニュ、カラム・チェンバースが加入。最終的に14位でフィニッシュ。
2022-23シーズンは開幕前にコウチーニョ、ロビン・オルセンがローンから完全移籍に移行しブバカル・カマラ、ジエゴ・カルロス、レアンデル・デンドンケルらが加入。また、タイロン・ミングスからジョン・マッギンにキャプテンを変更。11試合でわずか2勝、7ゴールという低調なスタートを切った後、ジェラードは2022年10月に解任。後任にはヨーロッパリーグ4度の優勝経験を持つ、スペイン人監督ウナイ・エメリが就任した。23年冬にアレックス・モレノ、ジョン・デュランが加入。エメリのヴィラは躍進し降格圏に沈んでいたチームを最終的に7位に導き、ヨーロッパカンファレンスリーグ出場権を獲得した。
2023-24シーズンは開幕前に、レスター・シティからユーリ・ティーレマンス、ビジャレアルからパウ・トーレス、レバークーゼンからムサ・ディアビを獲得。さらにガラタサライからニコロ・ザニオーロ、バルセロナからクレマン・ラングレがローンで加入。前シーズンの好調を維持し、第15節にはディフェンディングチャンピオンであるマンチェスター・シティ、中二日で行われた第16節で前シーズン2位のアーセナルを破る。前シーズンから続くプレミアリーグ、ホームゲーム15連勝を記録し2位で年内のリーグを折り返す。なお、データサイト『Opta』によると、ホームゲーム15連勝は、1874年創設以来、最多を誇るクラブ新記録。また、エメリはプレミアリーグのホームゲームで15連勝を成し遂げた史上5人目の指揮官となった。加えてマンチェスター・シティ＆アーセナル戦の連勝によってプレミアリーグ前年度の1位と2位チームを相手に連勝した史上4クラブ目になった。第37節、3位につけているリヴァプールとホームで対戦し3－3で終了。このドローで5位トッテナムとの勝ち点差を「5」に拡げ、アストン・ヴィラの4位及びチャンピオンズリーグ出場権獲得が決定した。アストン・ヴィラがトップ4に入ったのは1995-96シーズン以来3度目で、1982-83シーズン以来のCL出場となる。

## エンブレム
経営陣にスコットランド出身者が多かったため、スコットランドの強豪レンジャーズのエンブレムをモチーフに、立ち上がる獅子が描かれたエンブレムを採用。
エンブレムにあるPREPAREDは“備えよ（準備を怠るな）”と言う意味である。
しかし、2016-17シーズンからエンブレムは変更され、PREPAREDの文字が無くなりシンプルなものとなった。
2022年11月、ファン投票を経て、クラブは2023‐24シーズンから新しいエンブレムを採用すると発表。なお、新しいエンブレムの使用は、クラブの事業運営責任者のクリス・ヘックによって、ゲームキットとトレーニングウェアに限定されるものであることが後に明らかにされ、既存のエンブレムは他のすべての媒体でメインエンブレムとして使用され続けている。 2024年5月、クラブは盾形のエンブレムに戻った。

## タイトル

### 国内タイトル
- フットボールリーグ : 7回
1893-94, 1895-96, 1896-97, 1898-99, 1899-00, 1909-10, 1980-81

- FAカップ : 7回
1886-87, 1894-95, 1896-97, 1904-05, 1912-13, 1919-20, 1956-57

- フットボールリーグカップ : 5回
1960-61, 1974-75, 1976-77, 1993-94, 1995-96

- コミュニティーシールド : 1回
1981

### 国際タイトル
- UEFAチャンピオンズカップ（現UEFAチャンピオンズリーグ）: 1回
1981-82

- UEFAスーパーカップ : 1回
1982

- UEFAインタートトカップ : 2回
2001, 2008

## 過去の成績
- 1980-81シーズンまでは1勝につき勝ち点2点。1981-82シーズンから勝ち点3点で加算

| シーズン | リーグ戦           | リーグ戦 | リーグ戦 | リーグ戦 | リーグ戦 | リーグ戦 | リーグ戦 | リーグ戦 | リーグ戦 | カップ戦     | リーグ杯     | 欧州カップ / その他                          | 欧州カップ / その他 | 最多得点者                        | 最多得点者 |
| シーズン | ディビジョン       | 試       | 勝       | 分       | 敗       | 得       | 失       | 点       | 順位     | カップ戦     | リーグ杯     | 欧州カップ / その他                          | 欧州カップ / その他 | 選手                              | 得点数     |
| -------- | ------------------ | -------- | -------- | -------- | -------- | -------- | -------- | -------- | -------- | ------------ | ------------ | -------------------------------------------- | ------------------- | --------------------------------- | ---------- |
| 1974-75  | ディビジョン2      | 42       | 25       | 8        | 9        | 79       | 32       | 58       | 2位      | 5回戦敗退    | 優勝         |                                              |                     | レイ・グレイドン                  | 27         |
| 1975-76  | ディビジョン1      | 42       | 11       | 17       | 14       | 51       | 59       | 39       | 16位     | 3回戦敗退    | 3回戦敗退    | UEFAカップ                                   | 1回戦敗退           | レイ・グレイドン                  | 14         |
| 1976-77  | ディビジョン1      | 42       | 22       | 7        | 13       | 76       | 50       | 51       | 4位      | 準々決勝敗退 | 優勝         |                                              |                     | アンディ・グレイ                  | 29         |
| 1977-78  | ディビジョン1      | 42       | 18       | 10       | 14       | 68       | 57       | 42       | 8位      | 3回戦敗退    | 4回戦敗退    | UEFAカップ                                   | ベスト8             | アンディ・グレイ                  | 20         |
| 1978-79  | ディビジョン1      | 42       | 15       | 16       | 11       | 59       | 49       | 46       | 8位      | 3回戦敗退    | 4回戦敗退    |                                              |                     | ジョン・ディーハン                | 22         |
| 1979-80  | ディビジョン1      | 42       | 16       | 14       | 12       | 51       | 50       | 46       | 7位      | 準々決勝敗退 | 3回戦敗退    |                                              |                     | ゲイリー・ショー                  | 13         |
| 1980-81  | ディビジョン1      | 42       | 26       | 8        | 8        | 72       | 40       | 60       | 1位      | 3回戦敗退    | 3回戦敗退    |                                              |                     | ピーター・ウィズ                  | 21         |
| 1981-82  | ディビジョン1      | 42       | 15       | 12       | 15       | 55       | 53       | 57       | 11位     | 5回戦敗退    | 準々決勝敗退 | ヨーロピアンカップ                           | 優勝                | ピーター・ウィズ                  | 17         |
| 1982-83  | ディビジョン1      | 42       | 21       | 5        | 16       | 62       | 50       | 68       | 6位      | 準々決勝敗退 | 2回戦敗退    | スーパーカップヨーロピアンカップトヨタカップ | 優勝ベスト8準優勝   | ゲイリー・ショー                  | 24         |
| 1983-84  | ディビジョン1      | 42       | 17       | 9        | 16       | 59       | 61       | 60       | 10位     | 3回戦敗退    | 準決勝敗退   | UEFAカップ                                   | 2回戦敗退           | ピーター・ウィズ                  | 22         |
| 1984-85  | ディビジョン1      | 42       | 15       | 11       | 16       | 60       | 60       | 56       | 10位     | 3回戦敗退    | 3回戦敗退    |                                              |                     | ポール・ライドアウト              | 15         |
| 1985-86  | ディビジョン1      | 42       | 10       | 14       | 18       | 51       | 67       | 44       | 16位     | 4回戦敗退    | 準決勝敗退   |                                              |                     | シモン・ステインロッド            | 21         |
| 1986-87  | ディビジョン1      | 42       | 8        | 12       | 22       | 45       | 79       | 36       | 22位     | 3回戦敗退    | 4回戦敗退    |                                              |                     | アラン・エヴァンス                | 8          |
| 1987-88  | ディビジョン2      | 44       | 22       | 12       | 10       | 68       | 41       | 78       | 2位      | 4回戦敗退    | 4回戦敗退    |                                              |                     | ウォーレン・アスピナル            | 13         |
| 1988-89  | ディビジョン1      | 38       | 9        | 13       | 16       | 45       | 56       | 40       | 17位     | 4回戦敗退    | 準々決勝敗退 |                                              |                     | アラン・マキナリー                | 22         |
| 1989-90  | ディビジョン1      | 38       | 21       | 7        | 10       | 57       | 38       | 70       | 2位      | 準々決勝敗退 | 3回戦敗退    |                                              |                     | デビッド・プラット                | 24         |
| 1990-91  | ディビジョン1      | 38       | 9        | 14       | 15       | 46       | 58       | 41       | 17位     | 3回戦敗退    | 準々決勝敗退 | UEFAカップ                                   | 2回戦敗退           | デビッド・プラット                | 24         |
| 1991-92  | ディビジョン1      | 42       | 17       | 9        | 16       | 48       | 44       | 60       | 7位      | 準々決勝敗退 | 2回戦敗退    |                                              |                     | ドワイト・ヨーク                  | 17         |
| 1992-93  | プレミアリーグ     | 42       | 21       | 11       | 10       | 57       | 40       | 74       | 2位      | 4回戦敗退    | 4回戦敗退    |                                              |                     | ディーン・ソーンダース            | 16         |
| 1993-94  | プレミアリーグ     | 42       | 15       | 12       | 15       | 46       | 50       | 57       | 10位     | 5回戦敗退    | 優勝         | UEFAカップ                                   | 2回戦敗退           | ディーン・ソーンダース            | 16         |
| 1994-95  | プレミアリーグ     | 42       | 11       | 15       | 16       | 51       | 56       | 48       | 18位     | 4回戦敗退    | 4回戦敗退    | UEFAカップ                                   | 2回戦敗退           | ディーン・ソーンダース            | 17         |
| 1995-96  | プレミアリーグ     | 38       | 18       | 9        | 11       | 52       | 35       | 63       | 4位      | 準決勝敗退   | 優勝         |                                              |                     | ドワイト・ヨーク                  | 25         |
| 1996-97  | プレミアリーグ     | 38       | 17       | 10       | 11       | 47       | 34       | 61       | 5位      | 4回戦敗退    | 4回戦敗退    | UEFAカップ                                   | 1回戦敗退           | ドワイト・ヨーク                  | 20         |
| 1997-98  | プレミアリーグ     | 38       | 17       | 6        | 15       | 49       | 48       | 57       | 7位      | 5回戦敗退    | 3回戦敗退    | UEFAカップ                                   | ベスト8             | ドワイト・ヨーク                  | 16         |
| 1998-99  | プレミアリーグ     | 38       | 15       | 10       | 13       | 51       | 46       | 55       | 6位      | 4回戦敗退    | 3回戦敗退    | UEFAカップ                                   | 2回戦敗退           | ジュリアン・ヨアキム              | 16         |
| 1999-00  | プレミアリーグ     | 38       | 15       | 13       | 10       | 46       | 35       | 58       | 6位      | 準優勝       | 準決勝敗退   |                                              |                     | ディオン・ダブリン                | 16         |
| 2000-01  | プレミアリーグ     | 38       | 13       | 15       | 10       | 46       | 43       | 54       | 8位      | 4回戦敗退    | 3回戦敗退    | UEFAインタートトカップ                       | 準決勝敗退          | ディオン・ダブリン                | 9          |
| 2001-02  | プレミアリーグ     | 38       | 12       | 14       | 12       | 46       | 47       | 50       | 8位      | 3回戦敗退    | 4回戦敗退    | UEFAインタートトカップUEFAカップ             | 優勝1回戦敗退       | フアン・パブロ・アンヘル          | 16         |
| 2002-03  | プレミアリーグ     | 38       | 12       | 9        | 17       | 42       | 47       | 45       | 16位     | 3回戦敗退    | 準々決勝敗退 | UEFAインタートトカップ                       | 準決勝敗退          | ディオン・ダブリン                | 14         |
| 2003-04  | プレミアリーグ     | 38       | 15       | 11       | 12       | 48       | 44       | 56       | 6位      | 3回戦敗退    | 準決勝敗退   |                                              |                     | フアン・パブロ・アンヘル          | 23         |
| 2004-05  | プレミアリーグ     | 38       | 12       | 11       | 15       | 45       | 52       | 47       | 10位     | 3回戦敗退    | 3回戦敗退    |                                              |                     | フアン・パブロ・アンヘル          | 9          |
| 2005-06  | プレミアリーグ     | 38       | 10       | 12       | 16       | 42       | 55       | 42       | 16位     | 5回戦敗退    | 4回戦敗退    |                                              |                     | ミラン・バロシュ                  | 12         |
| 2006-07  | プレミアリーグ     | 38       | 11       | 17       | 10       | 43       | 41       | 50       | 11位     | 3回戦敗退    | 4回戦敗退    |                                              |                     | ガブリエル・アグボンラホール      | 10         |
| 2007-08  | プレミアリーグ     | 38       | 16       | 12       | 10       | 71       | 51       | 60       | 6位      | 3回戦敗退    | 3回戦敗退    |                                              |                     | ヨン・カリュー                    | 13         |
| 2008-09  | プレミアリーグ     | 38       | 17       | 11       | 10       | 54       | 48       | 62       | 6位      | 5回戦敗退    | 3回戦敗退    | UEFAインタートトカップUEFAカップ             | 優勝ベスト32        | ヨン・カリュー                    | 15         |
| 2009-10  | プレミアリーグ     | 38       | 17       | 13       | 8        | 52       | 39       | 64       | 6位      | 準決勝敗退   | 準優勝       | UEFAヨーロッパリーグ                         | プレーオフ敗退      | ヨン・カリュー                    | 17         |
| 2010-11  | プレミアリーグ     | 38       | 12       | 12       | 14       | 48       | 59       | 48       | 9位      | 5回戦敗退    | 準々決勝敗退 | UEFAヨーロッパリーグ                         | プレーオフ敗退      | ダレン・ベント アシュリー・ヤング | 9          |
| 2011-12  | プレミアリーグ     | 38       | 7        | 17       | 14       | 37       | 53       | 38       | 16位     | 4回戦敗退    | 3回戦敗退    |                                              |                     | ダレン・ベント                    | 10         |
| 2012-13  | プレミアリーグ     | 38       | 10       | 11       | 17       | 47       | 69       | 41       | 15位     | 4回戦敗退    | 準決勝敗退   |                                              |                     | クリスティアン・ベンテケ          | 23         |
| 2013-14  | プレミアリーグ     | 38       | 10       | 8        | 20       | 39       | 61       | 38       | 15位     | 3回戦敗退    | 3回戦敗退    |                                              |                     | クリスティアン・ベンテケ          | 11         |
| 2014-15  | プレミアリーグ     | 38       | 10       | 8        | 20       | 31       | 57       | 38       | 17位     | 準優勝       | 2回戦敗退    |                                              |                     | クリスティアン・ベンテケ          | 15         |
| 2015-16  | プレミアリーグ     | 38       | 3        | 8        | 27       | 27       | 76       | 17       | 20位     | 4回戦敗退    | 4回戦敗退    |                                              |                     | ジョルダン・アイェウ              | 7          |
| 2016-17  | チャンピオンシップ | 46       | 16       | 14       | 16       | 47       | 48       | 62       | 13位     | 3回戦敗退    | 1回戦敗退    |                                              |                     | ジョナタン・コジア                | 19         |
| 2017-18  | チャンピオンシップ | 46       | 24       | 11       | 11       | 72       | 42       | 83       | 4位      | 3回戦敗退    | 3回戦敗退    |                                              |                     | アルバート・アドマー              | 15         |
| 2018-19  | チャンピオンシップ | 46       | 20       | 16       | 10       | 82       | 61       | 76       | 5位      | 3回戦敗退    | 2回戦敗退    |                                              |                     | タミー・アブラハム                | 26         |
| 2019-20  | プレミアリーグ     | 38       | 9        | 8        | 21       | 41       | 67       | 35       | 17位     | 3回戦敗退    | 準優勝       |                                              |                     | ジャック・グリーリッシュ          | 10         |
| 2020-21  | プレミアリーグ     | 38       | 16       | 7        | 15       | 55       | 46       | 55       | 11位     | 3回戦敗退    | 4回戦敗退    |                                              |                     | オリー・ワトキンス                | 16         |
| 2021-22  | プレミアリーグ     | 38       | 13       | 6        | 19       | 52       | 54       | 45       | 14位     | 3回戦敗退    | 3回戦敗退    |                                              |                     | オリー・ワトキンス                | 11         |
| 2022-23  | プレミアリーグ     | 38       | 18       | 7        | 13       | 51       | 46       | 61       | 7位      | 3回戦敗退    | 3回戦敗退    |                                              |                     | オリー・ワトキンス                | 16         |
| 2023-24  | プレミアリーグ     | 38       | 20       | 8        | 10       | 76       | 61       | 68       | 4位      | 4回戦敗退    | 3回戦敗退    | UEFAヨーロッパカンファレンスリーグ           | 準決勝敗退          | オリー・ワトキンス                | 27         |
| 2024-25  | プレミアリーグ     | 38       | 19       | 9        | 10       | 58       | 51       | 66       | 6位      | 準決勝敗退   | 4回戦敗退    | UEFAチャンピオンズリーグ                     | 準々決勝敗退        | オリー・ワトキンス                | 17         |

## 現所属メンバー
プレミアリーグ2025-26 開幕フォーメーション（4-2-3-1）
2025年08月20日現在
注：選手の国籍表記はFIFAの定めた代表資格ルールに基づく。
| No. | Pos. |                | 選手名                     |
| --- | ---- | -------------- | -------------------------- |
| 2   | DF   | ポーランド     | マティ・キャッシュ () ★    |
| 4   | DF   | イングランド   | エズリ・コンサ () () ★     |
| 5   | DF   | イングランド   | タイロン・ミングス () ★    |
| 6   | MF   | イングランド   | ロス・バークリー ★         |
| 7   | MF   | スコットランド | ジョン・マッギン()         |
| 8   | MF   | ベルギー       | ユーリ・ティーレマンス ()  |
| 10  | MF   | アルゼンチン   | エミリアーノ・ブエンディア |
| 11  | FW   | イングランド   | オリー・ワトキンス ★       |
| 12  | DF   | フランス       | リュカ・ディニュ           |
| 14  | DF   | スペイン       | パウ・トーレス             |
| 16  | DF   | スペイン       | アンドレス・ガルシア       |

| No. | Pos. |                  | 選手名                             |
| --- | ---- | ---------------- | ---------------------------------- |
| 15  | DF   | スペイン         | アレックス・モレノ                 |
| 17  | MF   | オランダ         | ドニエル・マレン                   |
| 19  | MF   | イングランド     | イリング・ジュニオール             |
| 22  | DF   | オランダ         | イアン・マートセン ()★             |
| 23  | GK   | アルゼンチン     | エミリアーノ・マルティネス(副主将) |
| 24  | MF   | ベルギー         | アマドゥ・オナナ ()                |
| 26  | DF   | オランダ         | ラマレ・ボハルデ ()☆               |
| 27  | MF   | イングランド     | モーガン・ロジャーズ ★             |
| 29  | FW   | コートジボワール | エヴァン・ゲサン ()                |
| 33  | FW   | イングランド     | ルイス・ドビン                     |
| 40  | GK   | オランダ         | マルコ・ビゾット                   |
| 44  | MF   | フランス         | ブバカル・カマラ ()                |

※括弧内の国旗はその他保有国籍、もしくは市民権、★はホーム・グロウン選手、☆は21歳以下の選手を示す。
監督
- ウナイ・エメリ

### ローン移籍選手
in
注：選手の国籍表記はFIFAの定めた代表資格ルールに基づく。
| No. | Pos. |  | 選手名 |
| --- | ---- |  | ------ |

| No. | Pos. |  | 選手名 |
| --- | ---- |  | ------ |

out
注：選手の国籍表記はFIFAの定めた代表資格ルールに基づく。
| No. | Pos. |                | 選手名                                            |
| --- | ---- | -------------- | ------------------------------------------------- |
| 18  | GK   | オーストラリア | ジョー・ガウチ (ポート・ヴェイル)() ()            |
| 20  | DF   | セルビア       | コスタ・ネデリコヴィッチ (RBライプツィヒ)☆        |
| 21  | MF   | アルゼンチン   | エンソ・バレネチェア (ベンフィカ)                 |
| 48  | GK   | ポーランド     | オリヴィエ・ジフ (プシュチャ・ニエポウォミツェ) ☆ |

| No. | Pos. |          | 選手名                                   |
| --- | ---- | -------- | ---------------------------------------- |
| --  | DF   | トルコ   | ヤシン・エズジャン (RSCアンデルレヒト) ☆ |
| --  | DF   | セネガル | モドゥ・ケバ・シセ (LASKリンツ) ☆        |

## 歴代会長
- トニー・シア 2016 - 2018
- ランディ・ラーナー 2006 - 2016
- ダグ・エリス 1968 - 2006

## 歴代監督
| 名前                     | 就任           | 退任                    | 試合 | 勝 | 分 | 負 | 勝率 % | 備考   |
| ------------------------ | -------------- | ----------------------- | ---- | -- | -- | -- | ------ | ------ |
| デビット・オレアリー     | 2003年5月20日  | 2006年7月19日           | 131  | 47 | 35 | 49 | 035.88 | [ 23 ] |
| マーティン・オニール     | 2006年8月5日   | 2010年8月9日            | 190  | 80 | 60 | 50 | 042.11 | [ 24 ] |
| ジェラール・ウリエ       | 2010年9月8日   | 2011年6月1日            | 36   | 14 | 8  | 14 | 038.89 | [ 25 ] |
| アレックス・マクリーシュ | 2011年6月17日  | 2012年5月14日           | 42   | 9  | 17 | 16 | 021.43 | [ 26 ] |
| ポール・ランバート       | 2012年6月2日   | 2015年2月11日           | 115  | 34 | 26 | 55 | 029.57 | [ 27 ] |
| ティム・シャーウッド     | 2015年2月14日  | 2015年10月25日          | 28   | 11 | 2  | 15 | 039.29 | [ 28 ] |
| レミ・ガルド             | 2015年11月2日  | 2016年3月29日           | 20   | 2  | 6  | 12 | 010.00 | [ 29 ] |
| ロベルト・ディ・マッテオ | 2016年6月2日   | 2016年10月3日           | 12   | 1  | 7  | 4  | 008.33 |        |
| スティーヴ・ブルース     | 2016年10月12日 | 2018年10月3日           | 102  | 46 | 25 | 31 | 045.10 |        |
| ディーン・スミス         | 2018年10月10日 | 2021年11月7日           | 134  | 55 | 28 | 51 | 041.04 |        |
| スティーブン・ジェラード | 2021年11月11日 | 2022年10月20日          | 40   | 13 | 8  | 19 | 032.50 |        |
| ウナイ・エメリ           | 2022年10月24日 | 999999999999-99-99-0000 | 1    | 1  | 0  | 0  | 100.00 |        |

- グラハム・テイラー 05.02.2002 - 14.05.2003
- ジョン・ディーハン 24.01.2002 - 05.02.2002 ＊共同監督
- スチュアート・グレイ 24.01.2002 - 05.02.2002 ＊共同監督
- ジョン・グレゴリー 25.02.1998 - 24.01.2002
- ブライアン・リトル 25.11.1994 - 24.02.1998
- ロン・アトキンソン 07.07.1991 - 10.11.1994
- ジョセフ・ベングロシュ 22.07.1990 - 28.05.1991
- グラハム・テイラー 18.05.1987 - 14.07.1990
- ビリー・マクニール 22.09.1986 - 08.05.1987
- グラハム・ターナー 16.07.1984 - 14.09.1986
- トニー・バートン 09.02.1982 - 18.06.1984
- ロン・サンダース 04.06.1974 - 09.02.1982

- ヴィック・クロウ 01.01.1970 - 06.05.1974
- トミー・ドハーティ 01.12.1968 - 01.01.1970
- トミー・カミングス 01.07.1967 - 30.11.1968
- ディック・テイラー 01.07.1964 - 31.05.1967
- ジョー・マーサー 01.12.1958 - 31.07.1964
- エリック・ホートン 01.09.1953 - 30.11.1958
- ジョージ・マーティン 01.12.1950 - 31.08.1953
- アレックス・マーシー 01.08.1945 - 31.08.1950
- ジミー・ホーガン 01.11.1936 - 01.09.1939
- ジミー・マクムラン 01.06.1934 - 31.10.1935
- W J Smith 01.08.1926 - 31.05.1934
- ジョージ・ラムゼー 01.08.1884 - 31.05.1926

## 歴代所属選手
GK
- マーク・ボスニッチ (1992-1999)
- ピーター・シュマイケル (2001-2002)

DF
- マーティン・キーオン (1986-1989)
- ケント・ニールセン (1989-1991)
- ガレス・サウスゲート (1995-2001)
- ガリー・ケーヒル (2004-2008)

MF
- スティーヴ・ホッジ (1985-1986)
- デビッド・プラット (1988-1991)
- ジェイムズ・ミルナー (2005-2006, 2008-2010)
- スティリアン・ペトロフ (2006-2013)

FW
- トレヴァー・フォード 1947-1950
- ゲイリー・ショー（英語版） (1977-1988)
- ドワイト・ヨーク (1990-1998)
- スタン・コリーモア (1997-2000)
- ダヴィド・ジノラ (2000-2002)
- ピーター・クラウチ (2002-2004)
- ミラン・バロシュ (2005-2007)
- フアン・パブロ・アンヘル (2001-2007)
- ジャック・グリーリッシュ (2012-2021)

## 表彰

### クラブ年間最優秀選手
| 受賞年 | 受賞者                     |
| ------ | -------------------------- |
| 2000   | ポール・マーソン           |
| 2001   | 受賞なし                   |
| 2002   | 受賞なし                   |
| 2003   | 受賞なし                   |
| 2004   | 受賞なし                   |
| 2005   | ノルベルト・ソラーノ       |
| 2006   | スティーヴン・デイヴィス   |
| 2007   | ギャレス・バリー           |
| 2008   | マルティン・ラウルセン     |
| 2009   | スティリアン・ペトロフ     |
| 2010   | ジェイムズ・ミルナー       |
| 2011   | スチュワート・ダウニング   |
| 2012   | スティリアン・ペトロフ     |
| 2013   | ブラッド・グザン           |
| 2014   | ファビアン・デルフ         |
| 2015   | ファビアン・デルフ         |
| 2016   | 受賞なし                   |
| 2017   | 受賞なし                   |
| 2018   | ジェームズ・チェスター     |
| 2019   | ジョン・マッギン           |
| 2020   | ジャック・グリーリッシュ   |
| 2021   | エミリアーノ・マルティネス |
| 2022   | マティ・キャッシュ         |
| 2023   | ドウグラス・ルイス         |
| 2024   | オリー・ワトキンス         |
| 2025   | ユーリ・ティーレマンス     |

### アストン・ヴィラ殿堂
2006年、クラブは"Aston Villa Hall of Fame."を設立し、ファン投票により、12人の元選手、監督が選ばれた。2013年5月、スティリアン・ペトロフが追加された。
| - ゴードン・カワンズ - エリック・ホートン - ブライアン・リトル - デニス・モーティマー - スティリアン・ペトロフ | - ロン・サンダース - ピーター・ウィズ - ポール・マグラー - ピーター・マクパーランド | - チャーリー・エイトケン - ウィリアム・マクレガー - ジョージ・ラムゼイ - ビリー・ウォーカー |